# Friedensplatz (Darmstadt)
Der Friedensplatz ist ein öffentlicher Platz in Darmstadt.

## Lage
Der Friedensplatz liegt südlich des Karolinenplatzes im Darmstädter Stadtteil Stadtmitte. Die Zeughausstraße (Bundesstraße 26, auch City-Ring genannt) trennt die beiden Plätze.
Nach Osten hin wird der Platz durch das Residenzschloss Darmstadt abgegrenzt. Am westlichen Rand befindet sich der Alte Marstall sowie diverse Geschäftsgebäude. Im Süden grenzt der Platz an den Ernst-Ludwig-Platz mit dem Weißen Turm. Der Friedensplatz wird von der Straßenbahn Darmstadt umrundet. Im Süden verlaufen regulär die Linien 2, 3 und 5, während die Gleise westlich und nördlich als Wendeanlage dienen. Über diese wenden auch die Busse der Linie L.

## Geschichte
Der Platz wurde zuerst unter den Namen „Reitbahn“ erwähnt und diente als Reitbahn. Später wurde er „Paradeplatz“ genannt, bis er schließlich 1949 den heutigen Namen „Friedensplatz“ erhielt. Nach dem Zweiten Weltkrieg diente der Platz vorwiegend als Parkplatz. 1966/1967 wurde unter dem Platz eine mehrstöckige Tiefgarage mit Atombunker von Jakob Wilhelm Mengler errichtet. Oberirdisch wurde der Platz durch betonierte Hochbeete gegliedert, die im Volksmund den Namen „Panzersperren“ erhielten.
Der Platz sollte ab 2015 grundlegend neu gestaltet werden. Aufgrund von aufgetretenen Planungsschwierigkeiten infolge der Statik der Tiefgarage verschob sich der Beginn der Sanierung bis ins Jahr 2017. Die Bauarbeiten begannen schließlich im Mai 2017, die Wiedereröffnung war am 25. Mai 2020.

## Ausgestaltung und Sehenswürdigkeiten
Auf dem südlichen Teil des Platzes befindet sich der Weiße Turm. Es gibt einige Grünflächen und einen Spielplatz, der Großteil des Platzes ist jedoch asphaltiert/gepflastert.
Es befinden sich mehrere Denkmäler auf dem Platz:
- Leibgardistendenkmal zur Erinnerung an die Gefallenen und Vermissten des Leibgarde-Infanterie-Regiment (1. Großherzoglich Hessisches) Nr. 115

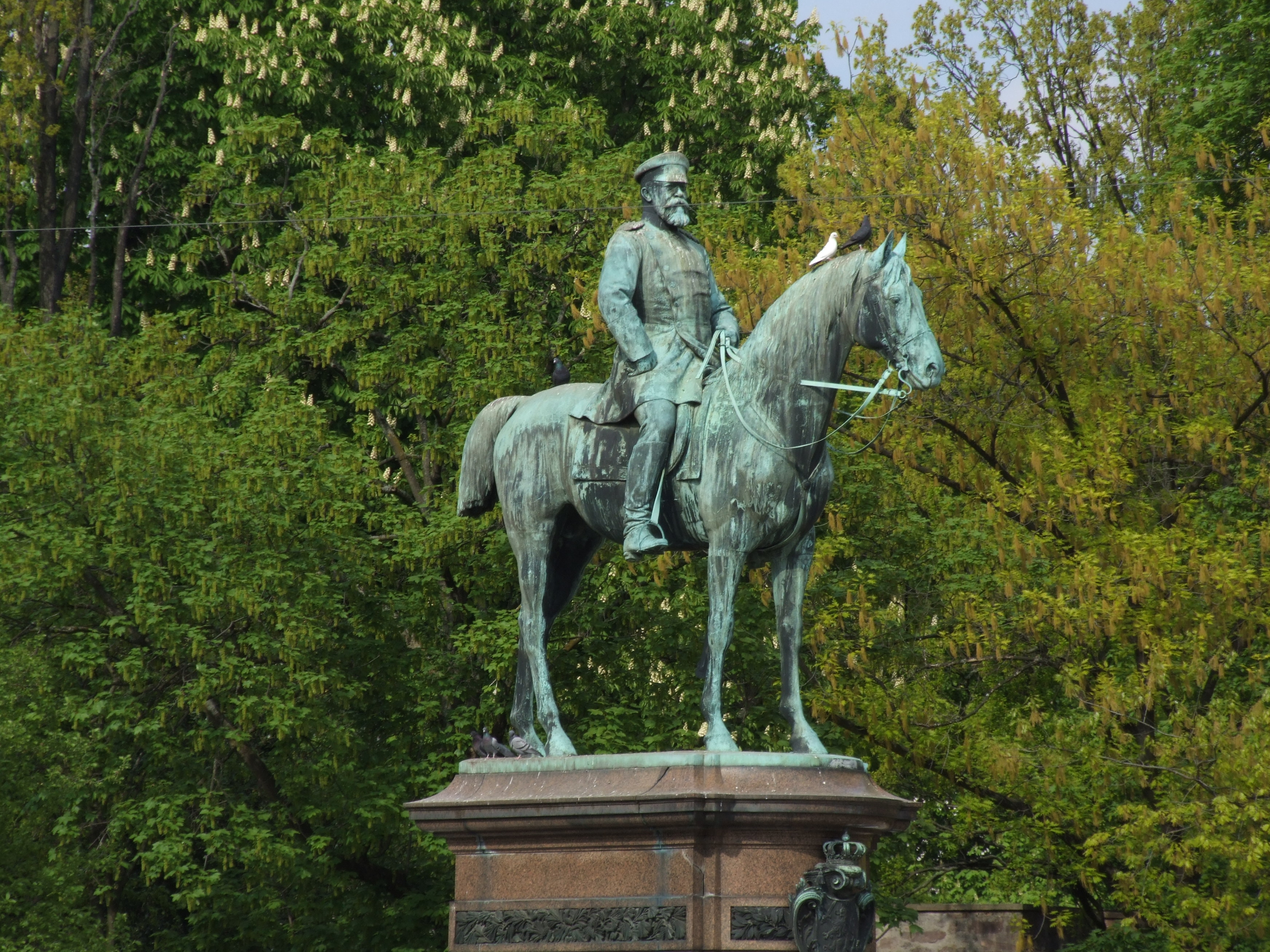
Ludwig der IV als Reiterdenkmal auf dem Friedensplatz in Darmstadt

- Reiterdenkmal für Großherzog Ludwig IV., erbaut von Fritz Schaper 1898

Am nordöstlichen Ende des Platzes befindet sich das Gebäude des Instituts für Neue Technische Form (INTeF).

## Veranstaltungen
Zu den regelmäßigen Veranstaltungen, welche auf dem Platz stattfinden, gehören u. a. das Schlossgrabenfest im Mai, das Heinerfest im Juli sowie ab November der Darmstädter Weihnachtsmarkt.